# Pedro I. Fernández de Córdoba y Figueroa
Pedro I. Fernández de Córdoba y Figueroa (* 1518; † 27. August 1552 in Priego, Spanien) war ein Mitglied des spanischen Hochadels, 4. Graf von Feria und Ritter des Ordens vom Goldenen Vlies. Als Militärkommandeur diente er in den Feldzügen von Karl V. Seine Familie gehörte zu den mächtigsten Lehnsherren Spaniens.

## Leben
Pedro I. Fernández de Córdoba y Figueroa wurde 1518 als ältester Sohn von Lorenzo III. Suárez de Figueroa y Toledo (* 1505; † 1528), 3. Graf von Feria und seiner Ehefrau Catalina Fernández de Córdoba y Aguilar (* 1502; † 1569), 2. Markgräfin von Priego, geboren. Im Ehevertrag hatten seine Eltern festgelegt, dass der Erstgeborene von der Mutter den Markgrafentitel erben würde und deshalb führte Pedro ihren Nachnamen an erster Stelle und dahinter erst den väterlichen. Aus demselben Grund wurde er nicht wie es sonst für den zukünftigen 4. Graf von Feria üblich gewesen wäre Gonzalo genannt, sondern Pedro nach den Namensregeln der Erblinie der Mutter. Er hatte fünf Geschwister: Gómez III. Suárez de Figueroa (* 1523; † 1571), Alonso Fernández de Córdoba y Figueroa alias Alfonso de Aguilar (* 1546; † 1589), María de Toledo († 1565), Lorenzo de Figueroa und Antonio de Córdoba.

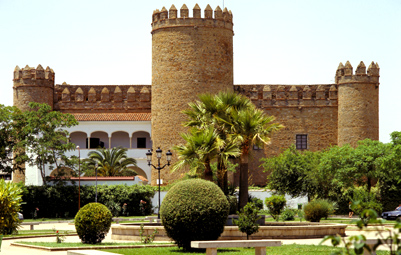
Feria-Palast in Zafra.

1528 erbte er durch den Tod seines Vaters  dessen Titel und war von da an der 4. Graf von Feria.
1541 heiratete er die 14-jährige Ana de la Cruz Ponce de León (* 3. Mai 1527; † 26. April 1601). Bald nach der Hochzeit zog er in den Krieg nach Flandern. Er blieb dort drei Jahre, bevor er wieder nach Spanien zurückkehrte.
1543 zog er mit Karl V. in den Feldzug nach Italien, Deutschland und Flandern. Im August führte er als Kommandeur der Artillerie den Angriff auf Düren. Zwei Tage leitete er den Beschuss, bei dem die Stadt in Brand gesteckt und größtenteils zerstört wurde. Anschließend half er wertvolle Reliquien aus der brennenden Annakirche zu retten.
Am 11. Dezember 1545 wurde er in Utrecht zum Ritter des Ordens vom Goldenen Vlies geschlagen.
In den folgenden Jahren hatte er zwei Kinder. Eine Tochter Catalina Fernández de Córdoba (* 25. August 1547, † 27. September 1574) und einen Sohn Lorenzo Suárez de Figueroa y Córdoba, (* 25. August 1548, † 1551).
Pedro Fernández starb am 27. August 1552 in Priego.